# 프룩투오소 리베라

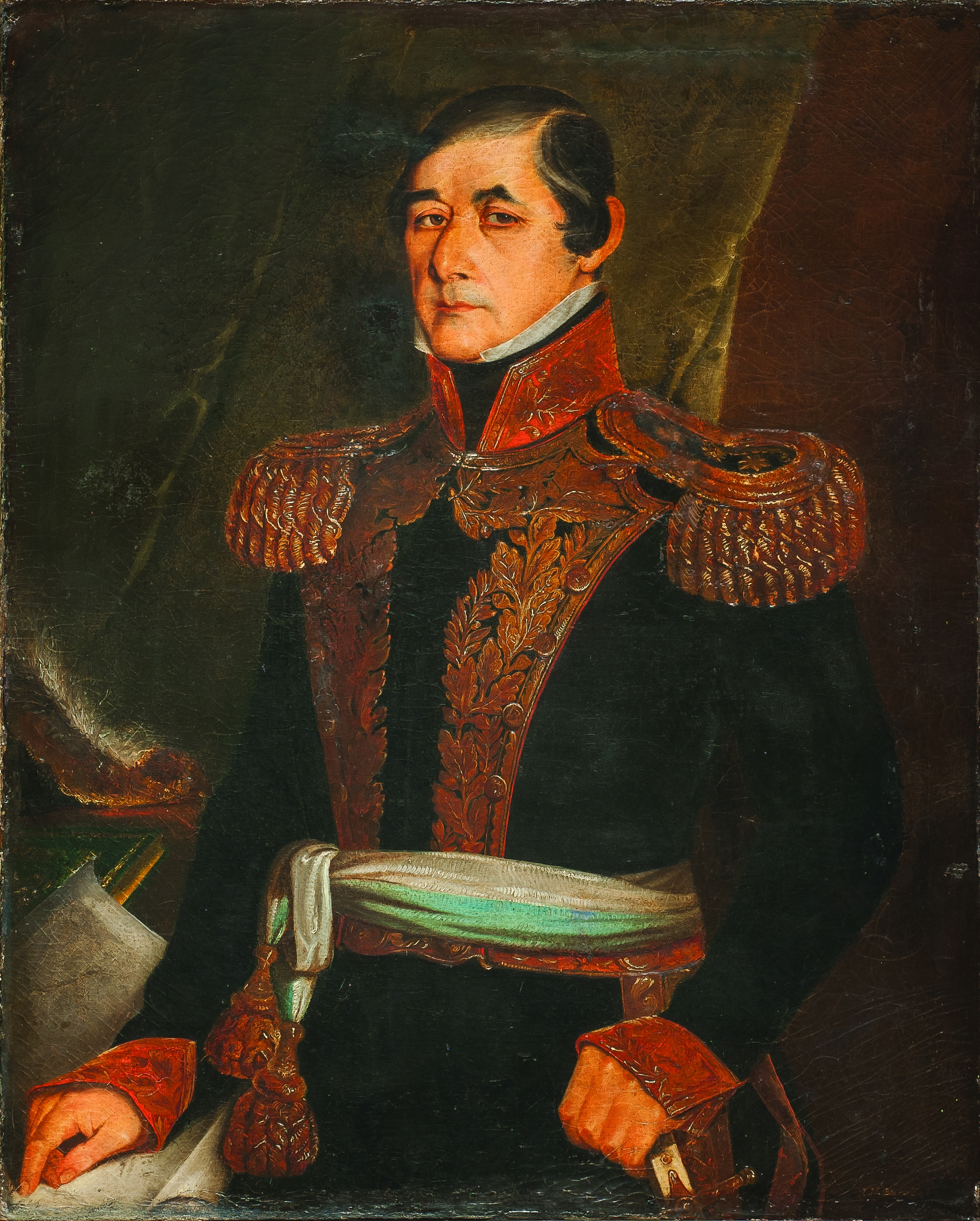

프룩투오소 리베라(Fructuoso Rivera, 본명: 호세 프룩투오소 리베라 이 토스카나, José Fructuoso Rivera y Toscana, 1784년 10월 17일 – 1854년 1월 13일)는 우루과이의 장군이자 애국자로서 브라질 제국 통치로부터 반다 오리엔탈(Banda Oriental)의 해방을 위해 싸웠으며 우루과이의 대통령을 세 번이나 역임했으며 오랜 우루과이 내전의 선동자 중 한 명이었다. 또한 1865년부터 1958년까지 중단 없이 우루과이를 통치한 콜로라도당의 창시자로 간주된다. 1831년 살시푸에데스 학살 당시 원주민 차루아족을 거의 완전히 학살하는 논란의 여지가 있는 결정을 내렸다.

## 같이 보기
- 적색당 (우루과이)